# Papurana kreffti
Espèce
Synonymes
- Rana kreffti Boulenger, 1882
- Hylarana kreffti (Boulenger, 1882)

Statut de conservation UICN

 LC  : Préoccupation mineure
Papurana kreffti est une espèce d'amphibiens de la famille des Ranidae.

## Répartition
Cette espèce se rencontre :
- aux Salomon ;
- en Papouasie-Nouvelle-Guinée en Nouvelle-Irlande.

## Étymologie
Cette espèce est nommée en l'honneur de Gerard Krefft.

## Publication originale
- Boulenger, 1882 : Catalogue of the Batrachia Salientia s. Ecaudata in the collection of the British Museum, ed. 2, p. 1-503 (texte intégral).